# 河東府大夫人
河東府大夫人 鄭氏（韓語：하동부대부인 정씨，1530年—1567年），朝鮮宣祖的母亲，朝鲜中宗之子德興大院君（1530年－1559年）的妻子。 

## 生平
中宗二十五年（1530年）九月四日誕生，三十七年（1542年）與德興君李岹成婚，封河東郡夫人，後來生下三子一女。
明宗二十二年〔1567年〕五月十八日病逝，同年七月宣祖繼承王位，在宣祖二年（1569年）追尊生父為大院君，生母為府大夫人。

## 家庭
| 关系   | 姓名           | 生卒年         | 备注                                                      |
| ------ | -------------- | -------------- | --------------------------------------------------------- |
| 曾祖   | 鄭麟趾         | 1396年－1478年 |                                                           |
| 祖父   | 鄭尙祖         |                |                                                           |
| 祖母   | 竹山安氏       |                | 世宗女貞懿公主之孙女，安溫泉之女。                        |
| 祖姑母 | 河东郑氏       |                | 适司正权金成，本安东。                                    |
| 表姑母 | 安东权氏       |                | 贞敬夫人，郑麟趾外孙女。 适左赞成、南阳君洪景舟，本南阳。 |
| 表姐   | 熙嫔洪氏       | 1494年－1581年 | 朝鲜中宗后宫。                                            |
| 伯父   | 鄭世龍         |                |                                                           |
| 外曾祖 | 李克堪         |                |                                                           |
| 外祖   | 李世傑         |                |                                                           |
| 父     | 鄭世虎         | 1486年－1563年 |                                                           |
| 母     | 廣州李氏       |                |                                                           |
| 姊     | 鄭蘭壽         | 1513年－？     | 适李㲊。                                                  |
| 兄     | 鄭昌瑞         | 1519年－？     |                                                           |
| 夫     | 德興大院君李岹 |                |                                                           |
| 长子   | 河原君李鋥     | 1545年－1597年 | 配南陽郡夫人洪氏、新安郡夫人星州李氏。                    |
| 次子   | 河陵君李鏻     | 1546年－1592年 | 配平山郡夫人申氏，过继给錦原君李岭为后嗣。                |
| 长女   | 李明順         | 1548年－1637年 | 适廣陽君安滉，依夫职封貞夫人。                            |
| 三子   | 朝鮮宣祖李昖   | 1552年－1608年 | 本名李鈞，初封河城君。                                    |
| 庶母   | 末福           |                |                                                           |
| 庶兄   | 鄭昌壽         | 1527年－？     |                                                           |
| 庶弟   | 鄭弘壽         | 1533年－？     |                                                           |
| 庶弟   | 鄭岡壽         | 1536年－？     |                                                           |

## 附註
1. ↑  .   [2018-07-25]. （原始内容存档于2018-07-25）.
2. ↑  另一說為1522年，但來源不詳。
3. ↑  《有明朝鮮國德興大院君神道碑銘》……壬寅。娶河東府院君鄭麟趾之孫。判中樞府事世虎之女。……
4. ↑  .   [2013-08-23]. （原始内容存档于2017-02-01）.
5. ↑  《世祖大王實錄》36卷,世祖11年(1465 / 乙酉 / 明成化1年)7月28日(癸酉)1번째기사
6. ↑  《承政院日記》仁祖15年6月29日「曺文秀以禮曹言啓曰, 傳曰, 廣陽夫人卒逝, 予甚悲悼。令該曹斂葬等事, 法令相考擧行事, 傳敎矣。臣等考諸法例, 緦麻之親, 有致賻弔祭之規, 而無斂葬之禮, 廣陽夫人於當宁小功, 而降爲緦麻, 則似有賻祭之禮, 而致賻之禮, 近來停廢, 何以爲之? 敢稟。傳曰, 特爲賻祭, 造墓軍, 量宜題給」